# Black Wolf (Wisconsin)
Black Wolf – miasto w Stanach Zjednoczonych, w stanie Wisconsin, w hrabstwie Winnebago.